# Delta-DOR
A delta-DOR egy bolygóközi navigációs technika, a Delta-Differential One-Way Ranging angol kifejezés rövidítése.
A delta-DOR technika két, egymástól nagy távolságra lévő antennát használ egy rádióhullámot sugárzó űreszköz nyomon követésére. Ennek során mérik az időkülönbséget, amikor a jel megérkezik a két állomáshoz. Elméletben a késleltetés csak az űreszköz és a két antenna kölcsönös pozíciójától függ. A gyakorlatban a késleltetési időt nagyban befolyásolja a rádióhullámok áthaladási ideje a Nap által kisugárzott plazmán, az ionoszférán és a troposzférán. Elméletileg az atomórák eltérése is szerepet játszik (azonban ez a legkisebb hibatényező).
A delta-DOR technika ezeket az időmérési hibákat azzal küszöböli ki, hogy ugyanakkor egy kvazárról érkező jelet is figyel (a kvazárnak az űreszköz irányához közel kell lennie, a gyakorlatban legfeljebb 10 fok eltérésen belül, hogy az egyéb hibákat azonos mértékűnek lehessen venni). A kvazár iránya más  csillagászati módszerekkel nagy pontossággal ismert (ennek hibája általában kisebb mint 1 fok 50 billiomod része). A kvazárról érkező jel késleltetési idejét kivonják az űreszköztől érkező jel késleltetéséből. Ezzel ki lehet küszöbölni az egyéb tényezők hatását.
Általában három mérést használnak: vagy az űreszköz-kvazár-űreszköz, vagy a kvazár-űreszköz-kvazár sorrendet alkalmazzák, majd interpolációval megállapítják az eredményt.

## Alkalmazása
A NASA 1980 óta alkalmazza a Deep Space Network rádiótávcsöveket a jelzések vételére az űreszközöktől, amikkel meghatározza egy űrhajó pontos helyzetét a világűrben.
Az Európai Űrügynökség (ESA) a delta-DOR technikát 1986 óta alkalmazza, például a Venus Express pályára állításában a Vénusz körül 2006-ban alkalmazta, és a Rosetta űrszonda Mars melletti elhaladásában 2007-ben.
A Kínai Nemzeti Űrügynökség (CNSA) is alkalmazta a delta-DOR technikát a Chang'e programban a holdi űrszondák nyomon követésében.